# King Crimson on Broadway
King Crimson on Broadway è un album dal vivo del gruppo musicale britannico King Crimson, pubblicato nel 1999.
Le tracce del disco vennero registrate al Longacre Theatre, New York, il 20, 21, 22, 24 e 25 novembre 1995, durante il tour di Thrak.

## Tracce

### Disco 1
1. "Conundrum" (Adrian Belew, Bill Bruford, Robert Fripp, Trey Gunn, Tony Levin, Pat Mastelotto) 1:57
2. "Thela Hun Ginjeet" (Belew, Bruford, Fripp, Levin) 6:43
3. "Red" (Fripp) 6:29
4. "Dinosaur" (Belew, Bruford, Fripp, Gunn, Levin, Mastelotto) 7:16
5. "VROOOM VROOOM" (Belew, Bruford, Fripp, Gunn, Levin, Mastelotto) 4:48
6. "Frame by Frame" (Belew, Bruford, Fripp, Levin) 5:10
7. "Walking on Air" (Belew, Bruford, Fripp, Gunn, Levin, Mastelotto) 5:28
8. "B'Boom" (Belew, Bruford, Fripp, Gunn, Levin, Mastelotto) 5:35
9. "THRAK" (Belew, Bruford, Fripp, Gunn, Levin, Mastelotto) 6:31
10. "Neurotica" (Belew, Bruford, Fripp, Levin) 4:34
11. "Sex Sleep Eat Drink Dream" (Belew, Bruford, Fripp, Gunn, Levin, Mastelotto) 4:58

### Disco 2
1. "People" (Belew, Bruford, Fripp, Gunn, Levin, Mastelotto) 6:14
2. "One Time" (Belew, Bruford, Fripp, Gunn, Levin, Mastelotto) 5:55
3. "Indiscipline" (Belew, Bruford, Fripp, Levin) 7:16
4. "Two Sticks" (Gunn, Levin) 2:02
5. "Elephant Talk" (Belew, Bruford, Fripp, Levin) 4:17
6. "Prism" (Pierre Favre) 3:56
7. "The Talking Drum" (Bruford, David Cross, Fripp, Jamie Muir, John Wetton) 2:59
8. "Larks' Tongues in Aspic (Parte II)" (Fripp) 7:27
9. "Three of a Perfect Pair" (Belew, Bruford, Fripp, Levin) 4:22
10. "VROOOM" (Belew, Bruford, Fripp, Gunn, Levin. Mastelotto) 3:54
11. "Coda: Marine 475" (Belew, Bruford, Fripp, Gunn, Levin, Mastelotto) 2:41
12. "Fearless and Highly THRaKked" (Belew, Bruford, Fripp, Gunn, Levin, Mastelotto) 2:31

## Formazione
- Robert Fripp - chitarra
- Adrian Belew - chitarra, voce
- Tony Levin - chitarra basso, Chapman stick
- Trey Gunn - Warr guitar
- Bill Bruford - batteria, percussioni
- Pat Mastelotto - batteria, percussioni